# 达拉斯有轨电车
達拉斯電車（英語：Dallas Streetcar）是美國德克薩斯州達拉斯的一條全長2.45-英里（3.94-）的現代有軌電車線。電車由達拉斯市持有，由達拉斯地區快速交通營運，同時營運達拉斯輕軌。工程在2013年5月開工，並在2015年4月13日開放。
電車途經休斯敦街高架橋來往達拉斯市中心及橡崖。電車線原先由聯合車站營運至衛理達拉斯醫療中心，後來在2016年8月29日延長至主教藝術區。

## 外部連結
- 维基共享资源上的相關多媒體資源：达拉斯有轨电车
- Dallas Streetcar – official webpage （页面存档备份，存于）